# Фактор А (сезон 1)
«Фактор А» — первый сезон российской версии британского проекта The X Factor — музыкального шоу талантов, основной целью которого является поиск и развитие песенного таланта конкурсантов. Все конкурсанты были выбраны путём публичных прослушиваний.
Ведущие первого сезона: Филипп Киркоров и Владимир Зеленский Жюри первого сезона: певица Лолита, Роман Емельянов и Борис Краснов. Председатель жюри: Алла Пугачёва.

## Кастинг
Шоу прежде всего заинтересовано на идентификации певческого таланта, но яркая индивидуальность, раскованность на сцене и хореографические умения тоже важные элементы выступления, которые могут заинтересовать судей. Конкурсанты делятся на три категории: исполнители до 25 лет, исполнители старше 25 лет и коллективы.
Отбор участников проходил в несколько этапов:
- Этап 1: Предкастинг (эти прослушивания дают возможность выступить перед судьями). Проходил 23 и 24 марта 2011 года в Москве во Дворце спорта «Лужники»;
- Этап 2: Телекастинг (прослушивания перед судьями и зрителями, понравившиеся участники проходят во второй тур). Проходил 23 и 24 марта 2011 года в Москве во Дворце спорта «Лужники»;
- Этап 3: Телекастинг. Второй тур (в каждой категории судьи выбирают по 3 лучших исполнителя, которые будут бороться за победу в шоу). Проходил 25, 26 и 27 марта 2011 года.

## Съёмки программы
- 01 выпуск программы снимался 23 и 24 марта 2011 года в Москве, во Дворце спорта «Лужники»
- 02 выпуск программы снимался 25, 26 и 27 марта 2011 года на ул. Лизы Чайкиной д.1, павильон 8
- 03 и последующие выпуски снимались за день до эфира на телеканале «Россия», по адресу ул. Лизы Чайкиной д.1., павильон 15

## Участники
Ниже указаны только те участники, которые вошли в финал конкурса.
Категория «Группы»
Руководитель: Роман Емельянов
- Дуэт «Марк Твен» (Ставрополь)
- Дуэт «ДаКи» (Калуга)
- «Шестое чувство» (Москва)

Категория «От 25 лет»
Руководитель: Борис Краснов
- Савин Сергей (Усть-Лабинский район, пос. Южный, Краснодарский край)
- Кружков Филипп (Москва)
- Туманов Владислав (Екатеринбург)

Категория «От 16 до 25 лет»
Руководитель: Лолита Милявская
- Холматов Эркин (Екатеринбург)
- Качарян Артём (Владикавказ)
- Черенцова Виктория (г. Коркино, Челябинская область)

## Результаты
Номера участников, которые даны в таблице, использовались для SMS-голосования. «Цветом» выделены графы с исполнителями, занявшие первые три места, а также исполнитель, занявший последнее место.
| Номер | Исполнитель        | Место |
| ----- | ------------------ | ----- |
| 1     | «Шестое чувство»   | 7     |
| 2     | Артём Качарян      | 3     |
| 3     | Сергей Савин       | 1     |
| 4     | «Марк Твен»        | 5     |
| 5     | Виктория Черенцова | 4     |
| 6     | Филипп Кружков     | 8     |
| 7     | «ДаКи»             | 6     |
| 8     | Эркин Холматов     | 2     |
| 9     | Владислав Туманов  | 9     |

## Общие результаты
Сводная таблица результатов первого сезона проекта.
Обозначения:
| — | исполнитель, занявший первое место;                                            |
| — | исполнитель, занявший второе место;                                            |
| — | исполнители, которых жюри оставило в проекте после попадания в «красную зону»; |
| — | исполнители, покинувшие проект после попадания в «красную зону»;               |
| — | исполнители, которые не участвовали в выпуске.                                 |

| Участник                                                                                        | 03 выпуск                  | 04 выпуск                   | 05 выпуск                     | 06 выпуск                  | 07 выпуск                | 08 выпуск                                               | 09 выпуск | 10 Полуфинал              | 11 Финал |
| Сергей Савин                                                                                    |                            |                             |                               |                            |                          |                                                         | Номинация | Номинация                 | 1 место |
| Эркин Холматов                                                                                  |                            |                             |                               |                            |                          |                                                         | |                           | 2 место |
| Артем Качарян                                                                                   |                            |                             |                               | Номинация                  |                          |                                                         | | Выбывание                 | 3 место |
| Виктория Черенцова                                                                              |                            |                             |                               |                            |                          | Номинация                                               | Выбывание | 4 место                   | 4 место |
| «Марк Твен»                                                                                     |                            |                             |                               |                            | Номинация                | Номинация                                               | Выбывание | 5 место                   | 5 место |
| «ДаКи»                                                                                          |                            |                             |                               |                            | Выбывание                | 6 место                                                 | 6 место | 6 место                   | 6 место |
| «Шестое чувство»                                                                                |                            |                             | Номинация                     | Выбывание                  | 7 место                  | 7 место                                                 | 7 место | 7 место                   | 7 место |
| Филипп Кружков                                                                                  |                            | Номинация                   | Выбывание                     | 8 место                    | 8 место                  | 8 место                                                 | 8 место | 8 место                   | 8 место |
| Владислав Туманов                                                                               |                            | Выбывание                   | 9 место                       | 9 место                    | 9 место                  | 9 место                                                 | 9 место | 9 место                   | 9 место |
| Голосование жюри: кто должен остаться в проекте жирным шрифтом — оставшиеся в проекте участники |                            |                             |                               |                            |                          |                                                         | |                           | |
| Роман Емельянов                                                                                 | голосования не проводилось | Филипп Кружков              | «Шестое чувство»              | «Шестое чувство»           | «Марк Твен»              | —                                                       | Виктория Черенцова | Артем Качарян             | результат определялся зрительским голосованием, однако все судьи также, как и зрители, высказались за победу Сергея Савина |
| Лолита Милявская                                                                                | голосования не проводилось | Владислав Туманов           | «Шестое чувство»              | Артем Качарян              | «Марк Твен»              | —                                                       | Виктория Черенцова | Артем Качарян             | результат определялся зрительским голосованием, однако все судьи также, как и зрители, высказались за победу Сергея Савина |
| Борис Краснов                                                                                   | голосования не проводилось | Филипп Кружков              | Филипп Кружков                | Артем Качарян              | «Марк Твен»              | —                                                       | Сергей Савин | Сергей Савин              | результат определялся зрительским голосованием, однако все судьи также, как и зрители, высказались за победу Сергея Савина |
| Алла Пугачёва голос Аллы Пугачёвой равняется двум голосам                                       | голосования не проводилось | Филипп Кружков (два голоса) | «Шестое чувство» (два голоса) | Артем Качарян (два голоса) | «Марк Твен» (два голоса) | решением председателя было дать шанс обоим исполнителям | Сергей Савин (два голоса) так как меньше всего зрительских голосов было отдано за «Марк Твен», они сразу покинули проект, а голосование проводилось между Черенцовой и Савиным | Сергей Савин (два голоса) | результат определялся зрительским голосованием, однако все судьи также, как и зрители, высказались за победу Сергея Савина |

## Выпуски
Первый сезон «Фактора А» начал выходить в эфир 1 апреля 2011 года.
01 выпуск (1 апреля 2011) — первый этап Телекастинга
02 выпуск (8 апреля 2011) — второй этап Телекастинга, определение 9 участников-финалистов проекта
03 выпуск (15 апреля 2011) — первый отчётный концерт (тема: «Популярные советские песни»)
04 выпуск (22 апреля 2011) — второй отчётный концерт (тема: «Песни из кинофильмов»). По результатам зрительского голосования и решению жюри проект покинул Владислав Туманов
05 выпуск (29 апреля 2011) — третий отчётный концерт (тема: «Мировые хиты»). По результатам зрительского голосования и решению жюри проект покинул Филипп Кружков
06 выпуск (6 мая 2011) — четвёртый отчётный концерт (тема: «Песни о любви»). По результатам зрительского голосования и решению жюри проект покинула группа «Шестое Чувство»
07 выпуск (13 мая 2011) — пятый отчётный концерт (тема: «Города»). По результатам зрительского голосования и решению жюри проект покинула группа «ДаКи»
08 выпуск (20 мая 2011) — шестой отчётный концерт (тема: «Современные хиты»). По результатам зрительского голосования в опасную зону попали группа «Марк Твен» и Виктория Черенцова. По решению А. Б. Пугачевой оба конкурсанта продолжили участие в проекте.
09 выпуск (27 мая 2011) — седьмой отчётный концерт состоял из двух отделений; конкурсанты исполняли по две песни. Тема первого отделения — «Любимые песни», второго — «Авторская песня». Из-за того, что в предыдущем отчётном концерте были оставлены оба участника, попавшие в «опасную зону», на этом этапе шоу покинули также двое. Первыми исключили группу «Марк Твен» — она набрала меньше всего зрительских голосов. Также меньше всего голосов набрали Сергей Савин и Виктория Черенцова. Их судьбу решало жюри. В итоге проект покинула Виктория Черенцова.
10 выпуск (3 июня 2011) — восьмой отчетный концерт состоял из двух частей. В первой части артисты исполняли свои «Самые удачные песни» с предыдущих этапов конкурса, тема второй части — «Дуэты»; конкурсанты исполняли песни с известными артистами российской эстрады. Больше всего голосов набрал Эркин Холматов. В «опасную зону» было выдвинуто два оставшихся участника. По итогам голосования жюри проект покинул Артем Качарян.
11 выпуск (10 июня 2011) — ФИНАЛ. В финале выступили все участники проекта «Фактор А». Общей песней они открыли и закрыли концерт. Финалисты Эркин Холматов и Сергей Савин спели дуэтом, а также по две сольные песни. Победитель проекта определялся голосованием. При этом у Бориса Краснова, Лолиты Милявской и Романа Емельянова было по одному голосу, у Аллы Пугачевой — два. Также два голоса было у «зрительского голосования». Итог: победителем стал Сергей Савин.

## Призы
Победитель проекта — Сергей Савин — в качестве приза получил:
- Контракт на запись сольного альбома
- Контракт на съемку видеоклипа
- Ротацию песни на волнах «Авторадио»

Эркин Холматов, занявший второе место получил:
- «Золотую звезду Аллы» — спец. приз от Аллы Пугачевой
- Денежную премию в размере 30.000 евро — спец. приз от Аллы Пугачевой
- 5-летнее обучение в музыкальном училище имени Гнесиных

## Рейтинги
На протяжении всего первого сезона программа «Фактор А» показывала хорошие рейтинги, 11 недель попадая в ТОП-50 самых популярных программ всех российских телеканалов за неделю. Так в «ТОПе программ дня» она 4 раза располагалась на 1 месте; в ТОПе «Развлекательных программ дня» — на первой позиции оказывалась 7 раз, на второй — 3 и на третьей — 1. Сводный рейтинг приведен ниже. Он составлен по открытым данным компании tns-global в регионе «Россия». Цифры в таблице — позиции, занимаемые в рейтинге.
| № выпуска | Неделя исследования | ТОП-100 недели | ТОП-дня | Развлекательная программа недели | Развлекательная программа дня |
| --------- | ------------------- | -------------- | ------- | -------------------------------- | ----------------------------- |
| 1         | 28 мар — 3 апр 2011 | 5              | 1       | 2                                | 1                             |
| 2         | 4 — 10 апреля 2011  | 50             | 11      | 10                               | 3                             |
| 3         | 11 — 17 апреля 2011 | 14             | 1       | 5                                | 1                             |
| 4         | 18 — 24 апреля      | 15             | 3       | 4                                | 2                             |
| 5         | 25 апр — 1 мая 2011 | 9              | 2       | 3                                | 1                             |
| 6         | 2 — 8 мая 2011      | 6              | 1       | 3                                | 1                             |
| 7         | 9 — 15 мая 2011     | 40             | 3       | 9                                | 2                             |
| 8         | 16 — 22 мая 2011    | 25             | 4       | 6                                | 1                             |
| 9         | 23 — 29 мая 2011    | 17             | 2       | 6                                | 2                             |
| 10        | 30 мая — 5 июн 2011 | 22             | 3       | 4                                | 1                             |
| 11        | 6 — 12 июня 2011    | 11             | 1       | 3                                | 1                             |